# Lourdes (Film)
Lourdes ist ein Spielfilm der österreichischen Regisseurin Jessica Hausner. Der Film ist eine österreichisch-deutsch-französische Koproduktion und wurde in Frankreich gedreht. Bei den 66. Filmfestspielen von Venedig 2009 galt der Film als Favorit und wurde mit mehreren Preisen ausgezeichnet. Der Kinostart in Österreich war am 11. Dezember 2009.

## Handlung
Die Hauptfigur des Films, Christine, leidet an multipler Sklerose, ist inzwischen auf einen Rollstuhl angewiesen und verbringt auf Grund ihrer Krankheit ihr Leben in unfreiwilliger sozialer Isolation.
In ihrer Betreuerin Maria, einer jungen Schwesternhelferin des Malteser Hilfsdienstes, findet Christine das Bild ihrer Vergangenheit; eine neue Hoffnung erwacht in ihr. Maria begleitet Christine in die Bäder des Wallfahrtsortes Lourdes und zu den Prozessionen, aber Maria sehnt sich nach ihresgleichen, manchmal versucht sie dem Anblick der Krankheit zu entkommen und sich zu amüsieren. Christine beobachtet diese Welt der anderen sehnsuchtsvoll, während sich nun Frau Hartl ihrer annimmt. Frau Hartl ist eine 60-jährige Pilgerin, die auf ihrer Pilgerreise nach Lourdes durch eine sinnvolle Lebensaufgabe ihre Einsamkeit überwinden möchte.
Tatsächlich kommt es im Verlauf des Aufenthaltes zu einer Besserung von Christines Zustand bis hin zur Heilung. Das Wunder wird nun vor dem Ärztekomitee in Lourdes geprüft – die Ergebnisse dieser Prüfung sind fraglich, da Christines Krankheit die Möglichkeit schubhafter Besserungen wie Verschlechterungen kennt. Während die Möglichkeit eines Rückfalls drohend über Christine schwebt, genießt sie das Glück, das sich für diesen Moment erfüllt hat, und versucht, es festzuhalten.

## Auszeichnungen
Bei den 66. Filmfestspielen von Venedig 2009 wurde der Film mit dem FIPRESCI-Preis der internationalen Filmkritik, dem Signis-Preis der ökumenischen Jury sowie mit dem La Navicella- und dem Brian-Preis ausgezeichnet. Bei der Viennale 2009 gewann Lourdes den Wiener Filmpreis. Außerdem wurde der Film mit dem Warsaw Grand Prix beim Internationalen Filmfestival Warschau und mit dem Gold Giradillo beim Sevilla Festival de Cine ausgezeichnet. Bei der Verleihung des Europäischen Filmpreises 2010 folgte die Auszeichnung für Sylvie Testud als Beste Darstellerin. Bei der erstmaligen Verleihung des Österreichischen Filmpreises 2011 erhielt Lourdes Nominierungen in den Kategorien Bester Spielfilm, Beste Regie, Bestes Drehbuch und Bester Schnitt.

## Kritiken
„Über die Schauplätze und über die minimalistische Geschichte, die sie erzählt, verteilt Hausner ihre Figuren. Erstaunlich viele Figuren sind das, und erstaunlich gut lernt man sie im Laufe des Films kennen. […] Im Stile eines Ensemblefilms geht es Lourdes nicht darum, alle Nebenfiguren der einen Hauptfigur unterzuordnen, eher konstruiert der Film ein nicht unbedingt soziales, aber jedenfalls mehrdimensionales, interpersonales System. Durch Blick- und Bewegungsachsen, durch vulgärtheologische Dialoge, durch Zooms und Schwenks, durch Wiederholungen und Abweichungen. Der Ort gibt die rudimentäre Handlung vor: Kommerzialisierte Religiosität, Marienstatuen im Sonderangebot, Heilung und Gnade müssen an diesem Ort einfach käuflich sein, die ‚felicita‘ ist es wahrscheinlich nicht. Irgendwann geschieht ein Wunder. Oder auch nicht.“